# Jessi

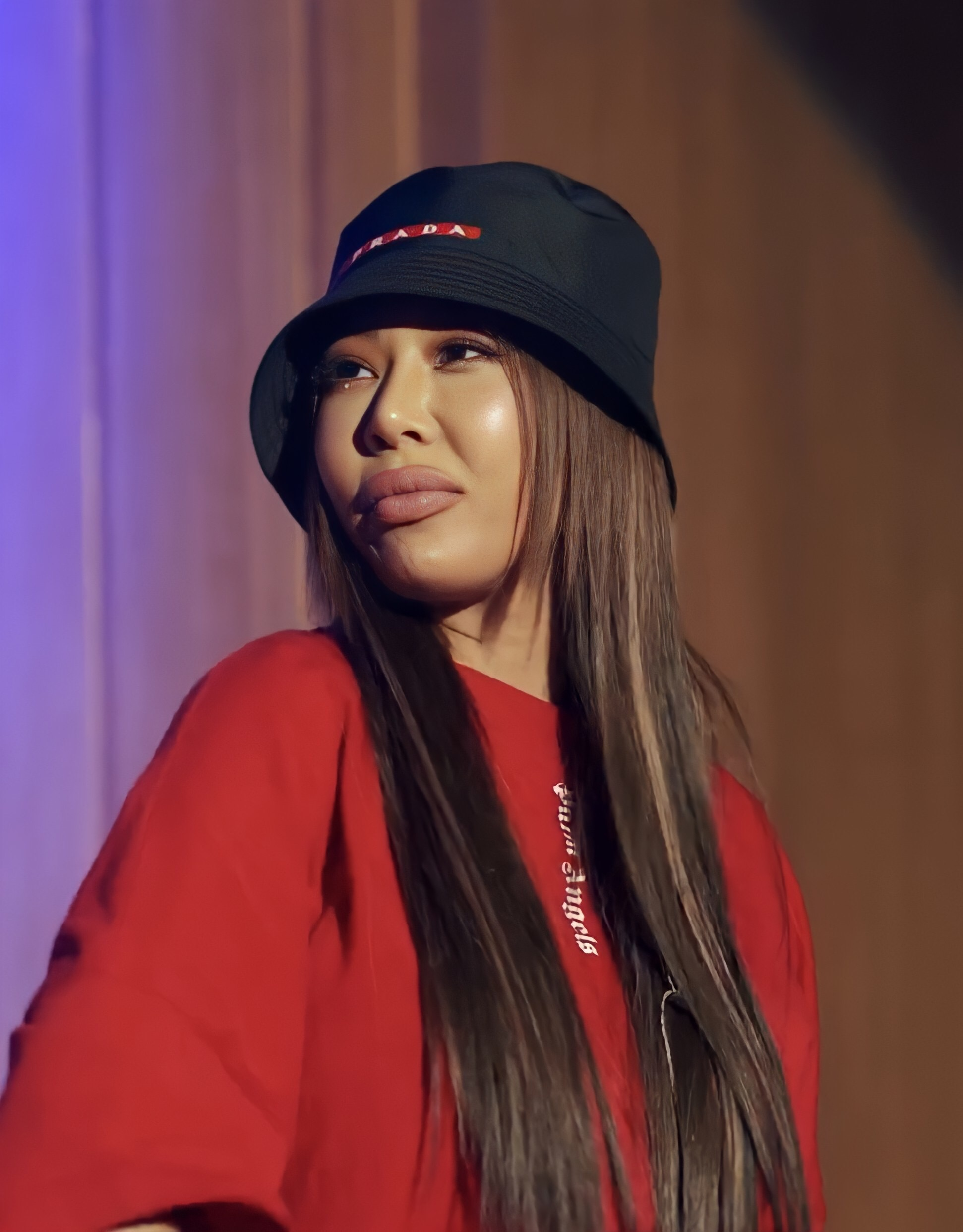
Jessi (2022)

Jessica Hyun-Ju Ho (geboren am 17. Dezember 1988 in New York), auch bekannt als Jessi, ist eine koreanisch-amerikanische Rapperin und Songwriterin in Südkorea.

## Leben
Jessi wurde in New York geboren und wuchs in New Jersey auf. Sie besuchte die Korea Kent Foreign School zusammen mit den Girls’-Generation-Mitgliedern Tiffany und Jessica Jung. Das ehemalige CSJH The Grace-Mitglied und die aktuelle Solosängerin Stephanie Kim besuchten dieselbe Schule. Jessi absolvierte erfolgreich die S.M. Audition, bei der gleichen Firma, unter der ihre drei Klassenkameraden waren. Sie entschied sich jedoch, nicht Teil des Labels zu werden, da sie der Meinung war, dass die Herangehensweise an die Musik nicht zu ihrem Stil passte. Bevor Jessi vorübergehend aus der Musikindustrie ausschied, bemühte sie sich, sich an die koreanische Kultur zu gewöhnen. Sie hatte nach ihrem Debüt keinen sofortigen Erfolg.

## Karriere
Im Jahr 2003 nahm Jessi erfolgreich an einem Casting für Doremi Media teil und zog im Alter von 15 Jahren nach Südkorea. Sie veröffentlichte ihr Debütalbum "Get Up" im Jahr 2005 und trat mit dem Titelsong "Get Up" in der Fernsehsendung Music Bank auf. 2006 wurde sie von der Hip-Hop-Gruppe Uptown in ihrem Album Testimony vorgestellt und ersetzte deren ursprüngliche Sängerin Yoon Mi-rae. Jessis zweites Album mit dem Titel "The Rebirth" erschien im Januar 2009. Nach der Veröffentlichung machte sie eine Pause von der Musik und verließ Korea, um nach Amerika zurückzukehren.
Von Januar bis März 2015 war Jessi Teil der ersten Staffel von "Unpretty Rapstar", einem Ableger des Programms "Show Me The Money". Am 15. September veröffentlichte sie ihre erste Solo-Rap-Single "Ssenunni".
Im Jahr 2016 war Jessi eines der permanenten Mitglieder der ersten Staffel der beliebten koreanischen Varieté-Show "Sister’s Slam Dunk". 2017 veröffentlichte Jessi eine weitere Rap-Single, "Gucci", von ihrem ersten Mini-Album mit dem Titel "Un2verse", die beide am 13. Juli veröffentlicht wurden.
Ihr Vertrag mit YMC Entertainment endete im Oktober 2018 und im Januar 2019 unterzeichnete sie zusammen mit HyunA und DAWN einen Vertrag beim PSY-Plattenlabel P Nation.

## Diskografie

### EPs
- 2017: Un2verse
- 2020: Nuna

### Single-Alben
- 2005: Get Up

### Live-Alben
- 2019: Kill Bill 2nd Live: Jessi

### Singles
- 2005: Get Up
- 2009: Life Is Good (인생은 즐거워)
- 2015: Unpretty Dreams
- 2015: I Want To Be Me (나이고 싶어)
- 2015: Ssenunni (쎈언니)
- 2015: Raise Your Heels (뒷꿈치 들어) [feat. Dok2]
- 2016: Excessive Love (살찐 사랑)
- 2017: Don't Make Me Cry (울리지마)
- 2017: Gucci
- 2018: Down
- 2019: Who Dat B
- 2019: Drip (feat. Jay Park)
- 2020: Nunu Nana (눈누난나)
- 2020: Numb
- 2021: What Type of X (어떤X)
- 2021: Cold Blooded

- 2022: Zoom
- 2023: Gum

### Gastbeiträge
- 2014: How Much Is Your Love (얼마짜리 사랑) [Wheesung & Bumkey feat. Jessi of Lucky J]
- 2014: No No No (Pharoh feat. Jessi)
- 2015: Bonnie & Clyde (Vasco feat. C-Luv & Jessi)
- 2015: Who's Your Mama? (어머님이 누구니) [Park Jin-young feat. Jessi]
- 2015: I Deserve It (San E feat. Jessi, Illinnit & i11evn)
- 2015: Just Like You (Primary feat. Yankie & Jessi)
- 2015: Something I Can Do (내가 할 수 있는 건) (Black Nut feat. Jessi)
- 2015: Me, Myself & I (Heize feat. Wheesung & Jessi)
- 2015: We (Turbo feat. K.Will, Jessi)
- 2016: Never Enough (Double K feat. Jessi)
- 2016: Hangover (술김에) [Baechigi feat. Jessi]
- 2016: Crazy Guy (미친놈) [#Gun feat. Jessi]
- 2016: Talkin Bout (Microdot feat. Jessi)
- 2016: BeBopaLula (삐빠빠룰라) [Tae Jin-ah feat. Jessi]
- 2016: We Are Young (위하여) [G2 feat. Jessi]
- 2020: Dawndididdawn (Dawn feat. Jessi)
- 2021: Shivers (Remix) [Ed Sheeran feat. Jessi, Sunmi]